# 청년전위
《청년전위》(靑年前衛)는 조선민주주의인민공화국의 일간 신문으로 사회주의애국청년동맹의 기관지이다. 금성청년출판사에서 발행한다.
1946년 1월 17일 《민주청년》(民主靑年)이라는 이름으로 창간되었다. 1964년부터 1995년까지는 《로동청년》(勞動靑年)이라는 이름으로 발행되었고 1996년부터 지금과 같은 이름으로 발행되었다. 기본적으로는 조선로동당의 기관지인 《로동신문》이 제시한 여러 문제를 청년용, 학생용으로 해설한 기사가 게재된다. 김정일 집권 시기에는 매년 1월 1일에 조선로동당의 기관지인 《로동신문》, 조선로동당의 기관지인 《로동신문》, 국방성(옛 이름 인민무력성)의 기관지인 《조선인민군》과 함께 신년공동사설을 게재했다.

## 같이 보기
- 조선민주주의인민공화국의 신문